# Монтања III (Кампобасо)
Монтања III је насеље у Италији у округу Кампобасо, региону Молизе.
Према процени из 2011. у насељу је живело 72 становника. Насеље се налази на надморској висини од 502 м.